# MG Cyberster
La MG Cyberster est un roadster électrique produit par le groupe chinois SAIC sous la marque britannique MG à partir de 2024, à l'occasion du centenaire de la marque fondée en 1924 à Oxford (Angleterre). Ce roadster est assemblé dans l'usine de Ningde en Chine aux côtés de la MG4.

## Présentation

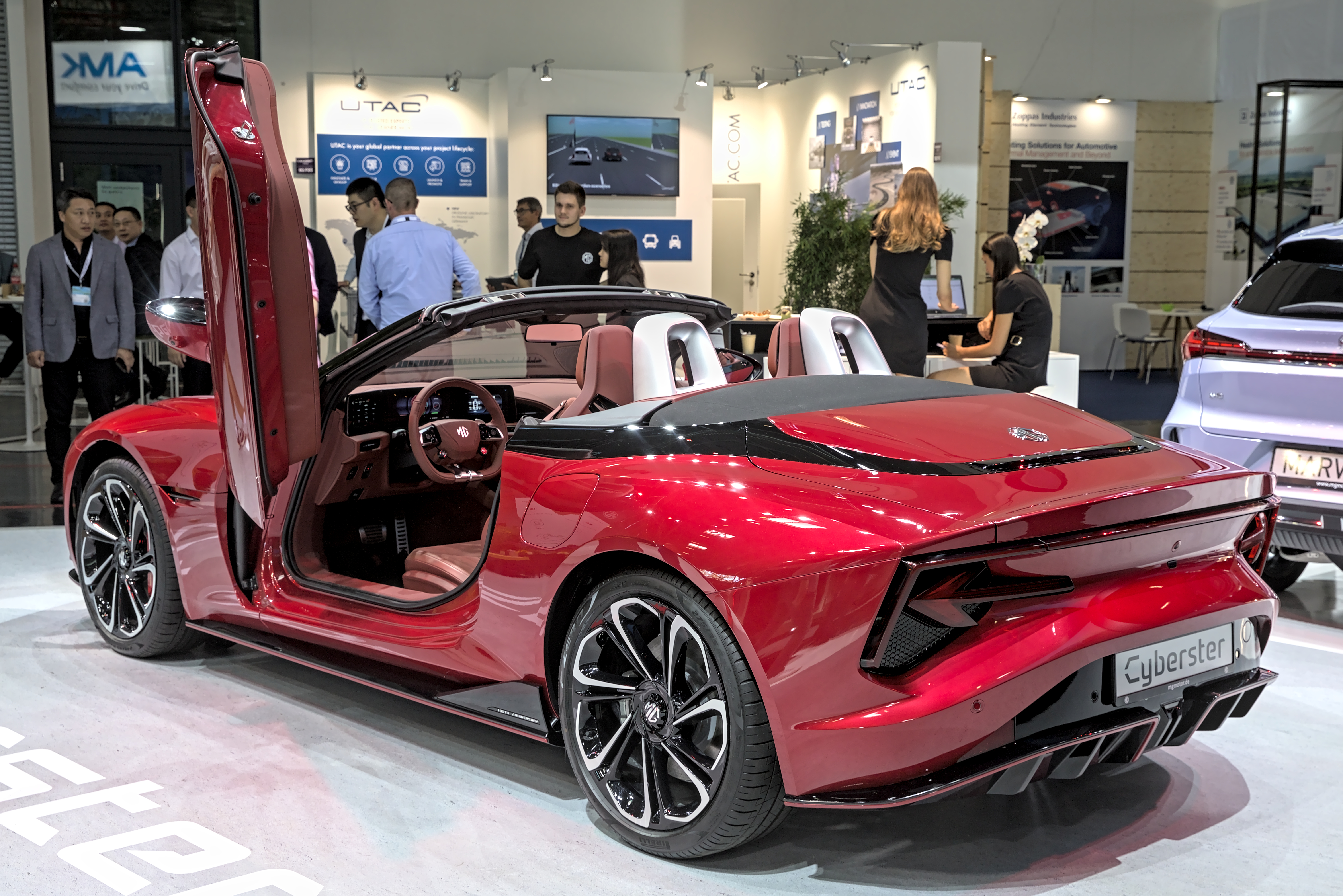
Vue de l'arrière.

La Cyberster est un roadster doté d'une capote en toile chargé d'évoquer les roadsters d'antan produits par MG, lorsque la marque n'était pas sous pavillon chinois. Elle est dévoilée sous forme de show car très proche de la série le 18 avril 2023 au salon de Shanghai. La version de série définitive est présentée en Angleterre au Festival de vitesse de Goodwood le 13 juillet 2023.

### Design
Des photos révélées sur Internet dévoilent l'intérieur et l'extérieur de la version de série de ce roadster, un à deux ans avant sa commercialisation.
Ainsi, l'intérieur reçoit un volant similaire au Yoke des Tesla Model S et X. La signature lumineuse à l'arrière, inspirée de la récente MG4 et du Cyberster Concept, est composée d'un bandeau lumineux à LED ainsi que de flèches allant vers l'extérieur de la carrosserie.

## Caractéristiques techniques

### Motorisations
La Cyberster est proposée en deux motorisations électriques. La première reçoit un moteur électrique de 231 kW (314 ch) placé sur l'essieu arrière (propulsion) et la seconde est dotée de deux moteurs électriques, placés sur les essieux procurant une transmission intégrale, d'une puissance de 150 kW (204 ch) à l'avant (produit par United Automotive Electronic Systems) et 250 kW (340 ch) à l'arrière pour une puissance cumulée de 400 kW (536 ch).

### Batterie
La version Single motor est dotée d'une batterie Lithium-ion d'une capacité de 64 kWh et la Dual motor de 77 kWh.
| Logo de MG                                | MG Cyberster          | MG Cyberster | MG Cyberster |
| Logo de MG                                | Trophy Extended Range | GT           |              |
| ----------------------------------------- | --------------------- | ------------ | ------------ |
| Puissance maximale ch (kW)                | 340 (250)             | 544 (375)    |              |
| Couple maximal (N m)                      | 475                   | 725          |              |
| Vitesse maximale (km/h)                   | 197                   | 200          |              |
| 0-100 km/h (s)                            | 5,2                   | 3,2          |              |
| Transmission                              | Propulsion            | Intégrale    |              |
| Masse à vide (kg)                         | 1920                  | 2110         |              |
| Batterie                                  |                       |              |              |
| Type                                      | Lithium-ion           | Lithium-ion  |              |
| Capacité brute (kWh)                      | 64                    | 77           |              |
| Capacité utile (kWh)                      |                       |              |              |
| Autonomie (WLTP) (km)                     | 507                   | 443          |              |
| Puissance maximale de charge              |                       |              |              |
| en courant alternatif monophasé (AC) (kW) | 7,4                   | 7,4          |              |
| en courant alternatif triphasé (AC) (kW)  | 11                    | 11           |              |
| en courant continu (DC) (kW)              | 144                   | 144          |              |
| Temps de recharge                         |                       |              |              |
| sur une prise domestique                  |                       |              |              |
| sur une Wallbox 3,7 kW (AC)               |                       |              |              |
| sur une Wallbox 11 kW (AC)                |                       |              |              |
| sur une borne 22 kW (DC)                  |                       |              |              |
| sur une borne 150 kW (DC) (10 à 80 %)     | 38 minutes            | 38 minutes   |              |

## Série spéciale
- Red Top Edition, au lancement en Chine[8].

## Concept cars

### MG Cyberster Concept
Le roadster Cyberster est préfiguré par le concept car MG Cyberster Concept dévoilé en images le 30 mars 2021 puis présenté au salon de l'automobile de Shanghai le 19 avril 2021. Il devait être présenté en 2020, mais à cause de la pandémie de Covid-19 sa présentation a été reportée.

#### Caractéristiques techniques

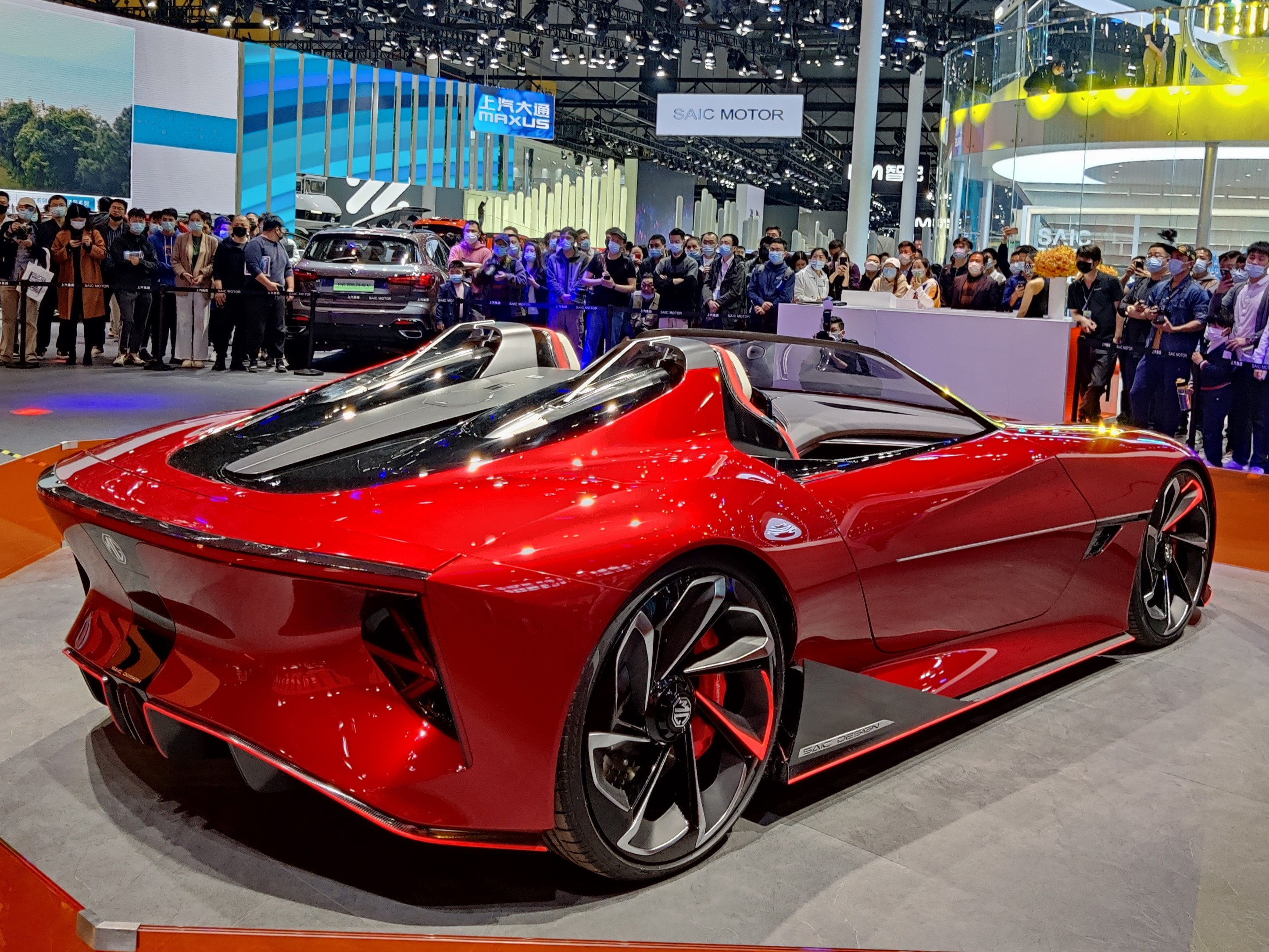
Vue arrière.

Le concept MG reçoit des feux arrière intégrant le Drapeau du Royaume-Uni (Union Jack) comme 
la Mini John Cooper Works GP et des phares interactifs « Magic Eye » qui s’ouvrent lorsqu’on les allume comme la Mazda MX-5 de 1re génération.
Le MG Cyberster concept est doté d'une motorisation électrique et dispose d'une autonomie de 800 km. Celle-ci lui permet une accélération de 0 à 100 km/h en moins de 3 s.

### MG Cyber GTS concept
Le MG Cyber GTS est un concept de coupé 2+2 électrique basé sur la MG Cyberster, présenté au Festival de vitesse de Goodwood 2024. Son nom fait référence à la MGC GTS « Sebring » de compétition des années 1960.